# الحسين بن جميل
الحسين بن جميل والي مصر العباسي، من 806م إلى 808م.

## سيرته
هو مولى أبي جعفر المنصور، ولاه هارون الرشيد على البصرة، كما ولاه الرشيد إمرة مصر بعد عزل عبد الله بن محمد العباسي عنها في الصلاة في سنة 190 هـ، فقدم مصر يوم الخميس 10 رمضان، وسكن العسكر، وجعل على شرطته كاملًا الهنائي ثم معاوية بن صرد ثم جمع له الرشيد بين الصلاة والخراج في يوم الأربعاء 7 رجب سنة 191 هـ.
ولما ولي الخراج تشدد فيه، فخرج عليه أهل الحوف الشرقي من الوجه البحري، وامتنعوا من أداء الخراج وخرج عليهم أبو النداء بأيلة في نحو ألف رجل، وقطع الطريق، وتوجه من أيلة إلى مدين وأغار على بعض نواحي قرى الشام وانضم إليه من جذام وغيرها جماعة كبيرة، حتى بلغ الرشيد أمره فجهز إليه جيشًا من بغداد لقتاله. ثم بعث الحسين بن جميل من مصر عبد العزيز الجزري في عسكر آخر فالتقى عبد العزيز بأبي النداء بأيلة، وقاتله بمن معه حتى هزمه. بينما وصل جيش الرشيد إلى بلبيس في شوال سنة 191 هـ، فلما رأى أهل الحوف مسك كبيرهم ومجيء عسكر الخليفة أذعنوا بالطاعة وأدوا الخراج. وعاد عسكر الرشيد إلى بغداد.
عزله الرشيد عن إمرة مصر بمالك بن دلهم، في يوم 12 ربيع الأول سنة 192 هـ، فكانت ولايته على مصر سنة واحدة وسبعة أشهر وأيامًا.